# Insensatez
Pistes de João Gilberto
Presente de Natal Este seu olhar
Insensatez (How Insensitive en anglais) est une chanson brésilienne composée par Antônio Carlos Jobim sur des paroles de Vinícius de Moraes. La musique reprend le thème du Prélude Op.28 no 4 de Chopin.
Insensatez est devenu un standard de la chanson et du jazz.

## Historique
Sorti en 1961, le titre est repris en version instrumentale dès 1963 par Jobim. La même année, il est traduit en anglais par Norman Gimbel sous le nom de How Insensitive, chanté par Peggy Lee sur l'album Miss Peggy Lee in Love Again. En 1965 paraissent des versions par Astrud Gilberto (Verve Records), Tony Bennett (Sony BMG Music Entertainment) et Doris Day (Columbia Records).

## Versions
La chanson a été reprise par les plus grands interprètes du monde dont :
- Karrin Allyson (en anglais/portugais)
- Richard Anthony (en français : Quand tu m'as parlé)
- Shirley Bassey
- Tony Bennett
- Yuri Buenaventura (en portugais : Insensatez)
- Vikki Carr
- Petula Clark
- Perry Como
- Doris Day
- Blossom Dearie
- Sacha Distel (en français : Quand tu m'as parlé)
- Eddie Fisher
- Ella Fitzgerald
- Laura Fygi
- Judy Garland
- Astrud Gilberto (en portugais : Insensatez)
- João Gilberto (en portugais : Insensatez)
- Eartha Kitt
- Diana Krall
- Nara Leão (en portugais : Insensatez)
- Lilicub
- Claudine Longet
- Susannah McCorkle
- Mina (en portugais : Insensatez)
- Megan Mullally
- Jean-Louis Murat (en français : Insensible)
- Aziza Mustafa Zadeh
- Olivia Newton-John
- Sinéad O'Connor (sur l'album Am I Not Your Girl?, 1992)
- Olivia Ong
- Piccola Orchestra Avion Travel (en italien : Che senso ha)
- Iggy Pop
- Rita Reys avec Rogier van Otterloo
- Elis Regina (en portugais : Insensatez)
- Henri Salvador (en français : Les amours qu'on délaisse)
- Telly Savalas
- William Shatner
- Frank Sinatra
- Sting
- Andy Williams
- Nancy Wilson
- Robert Wyatt

Il existe également de nombreuses versions jazz instrumentales :
- Harry Allen
- Ray Brown avec Gene Harris et Jeff Hamilton
- Charlie Byrd
- Chick Corea et Hiromi Uehara
- Larry Coryell et Emily Remler
- Eumir Deodato
- Stan Getz
- Dexter Gordon
- Dick Hyman
- J.J. Johnson
- Earl Klugh
- Lee Konitz et Gil Evans
- Fariborz Lachini
- Biréli Lagrène
- Liberace
- Herbie Mann et Tamiko Jones
- Pat Metheny
- Wes Montgomery
- Duke Pearson
- Oscar Peterson
- Ryūichi Sakamoto (puis remixé par Carsten Nicolai)
- Robert Wyatt